# Fay-les-Étangs
Fay-les-Étangs är en kommun i departementet Oise i regionen Hauts-de-France i norra Frankrike. Kommunen ligger i kantonen Chaumont-en-Vexin som tillhör arrondissementet Beauvais. År 2022 hade Fay-les-Étangs 470 invånare.

## Befolkningsutveckling
Antalet invånare i kommunen Fay-les-Étangs
| Referens: INSEE |